# Audrey Sale-Barker
Audrey Florice Durrell Drummond Sale-Barker, britanska alpska smučarka in pilotka, * 1903, London, † 21. december 1994, Dorset.
V treh nastopih na svetovnih prvenstvih je leta 1932 osvojila srebrno medaljo v slalomu, ob tem pa še štiri četrta mesta. 
Njena mati Lucy Sale-Barker je bila otroška pisateljica, mož pa George Douglas-Hamilton, 10. grof Selkirka.